# Grenoble Foot 38
Grenoble Foot 38 ali na kratko GF38, oziroma Grenoble je francoski nogometni klub iz mesta Grenoble. Ustanovljen je bil leta 1892 in aktualno tekmuje v Ligue 2, 2. francoski nogometni ligi.
Najboljši izid iz domačih prvenstev je 13. mesto v Ligue 1, 1. francoski nogometni ligi po sezoni 2008/09. Naslednje sezono pa je klub izgubil prvih 11 tekem, kar je posledično sledilo v relegacijo, 6 tekem pred koncem sezone. V juliju 2011 pa je bil klub likvidiran zaradi 2.9 milijona evrov dolga, kar je klub pahnilo v 5. francosko ligo, vendar je klub postopoma s sezonami prehajal v boljše lige in se leta 2018 ponovno prebil v 2. ligo. Evropskih rezultatov klub še nima.
Domači stadion Grenobla je Stade des Alpes, kateri sprejme 20.068 gledalcev. Barva dresov je modra.
Za Grenoble je med letoma 2009 in 2010 igral tudi slovenski reprezentant Boštjan Cesar.